# 圓覺洞摩崖造像
圓覺洞摩崖造像位於四川省安岳縣。
1961年7月13日公佈為四川省第二批歷史及革命文物保護單位。1980年7月7日重新公佈為四川省第一批文物保護單位。2006年5月25日列為第六批全國重點文物保護單位。

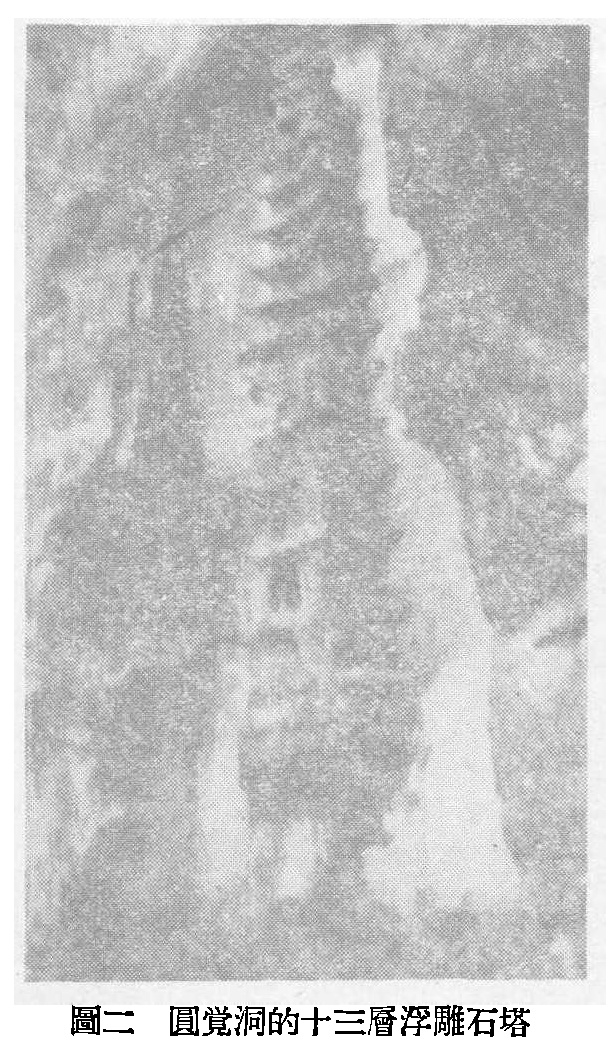
圓覺洞的十三層浮雕石塔
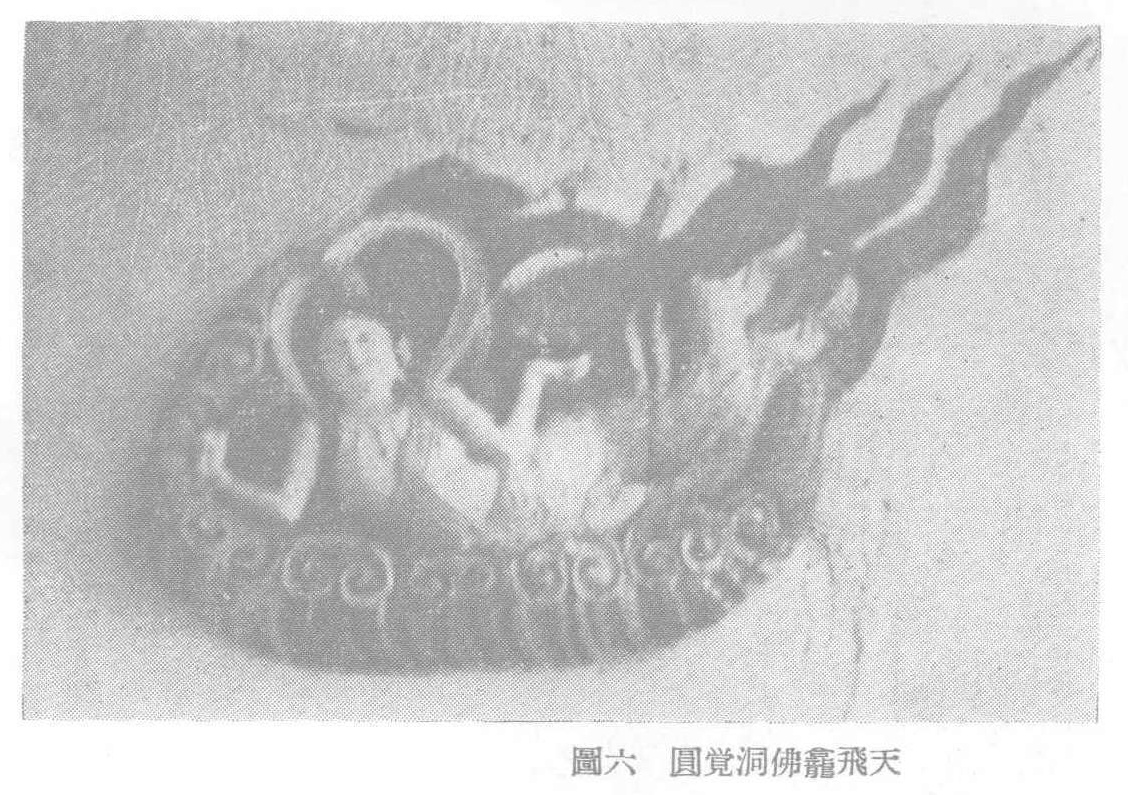
圓覺洞佛龕飛天
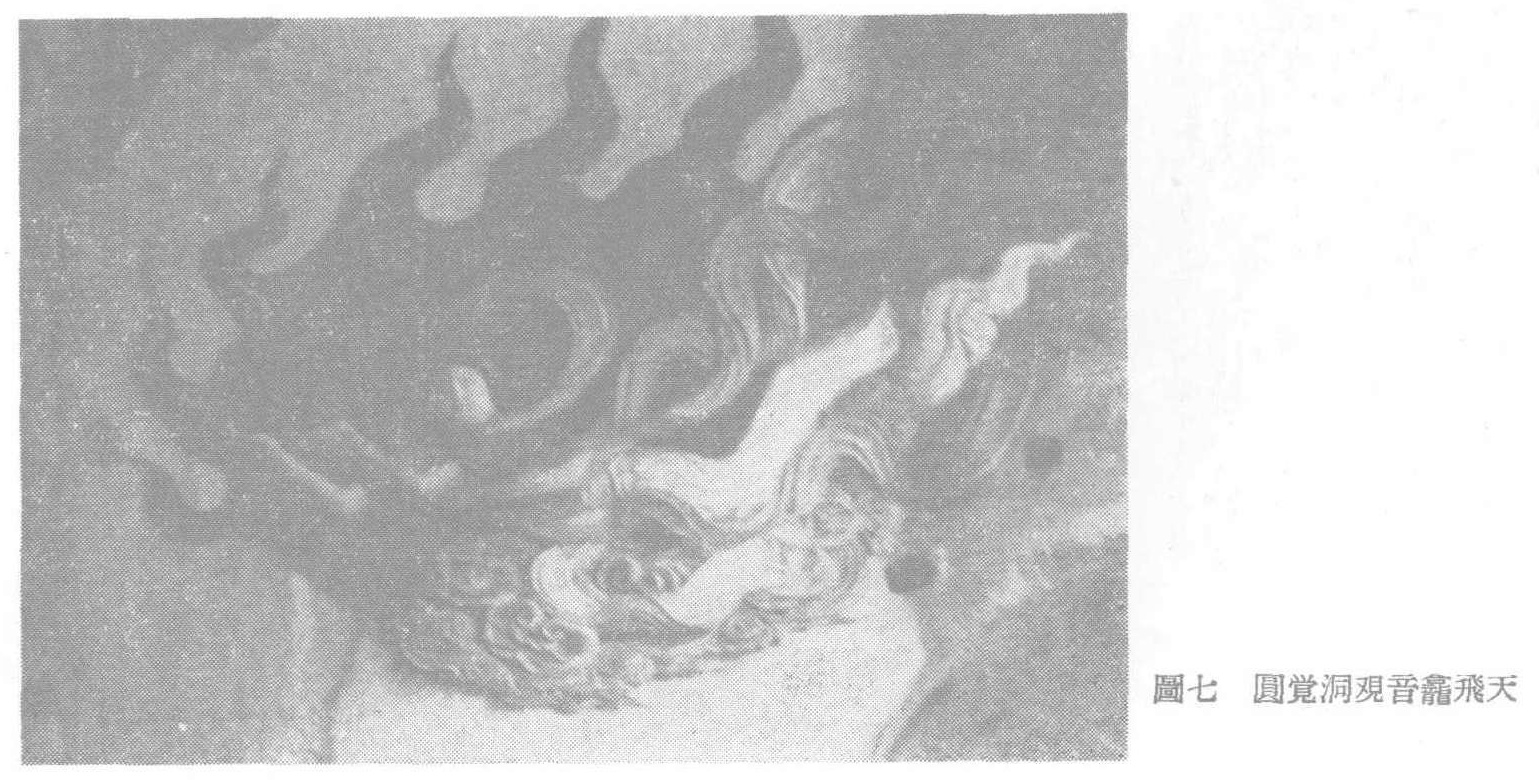
圓覺洞觀音龕飛天
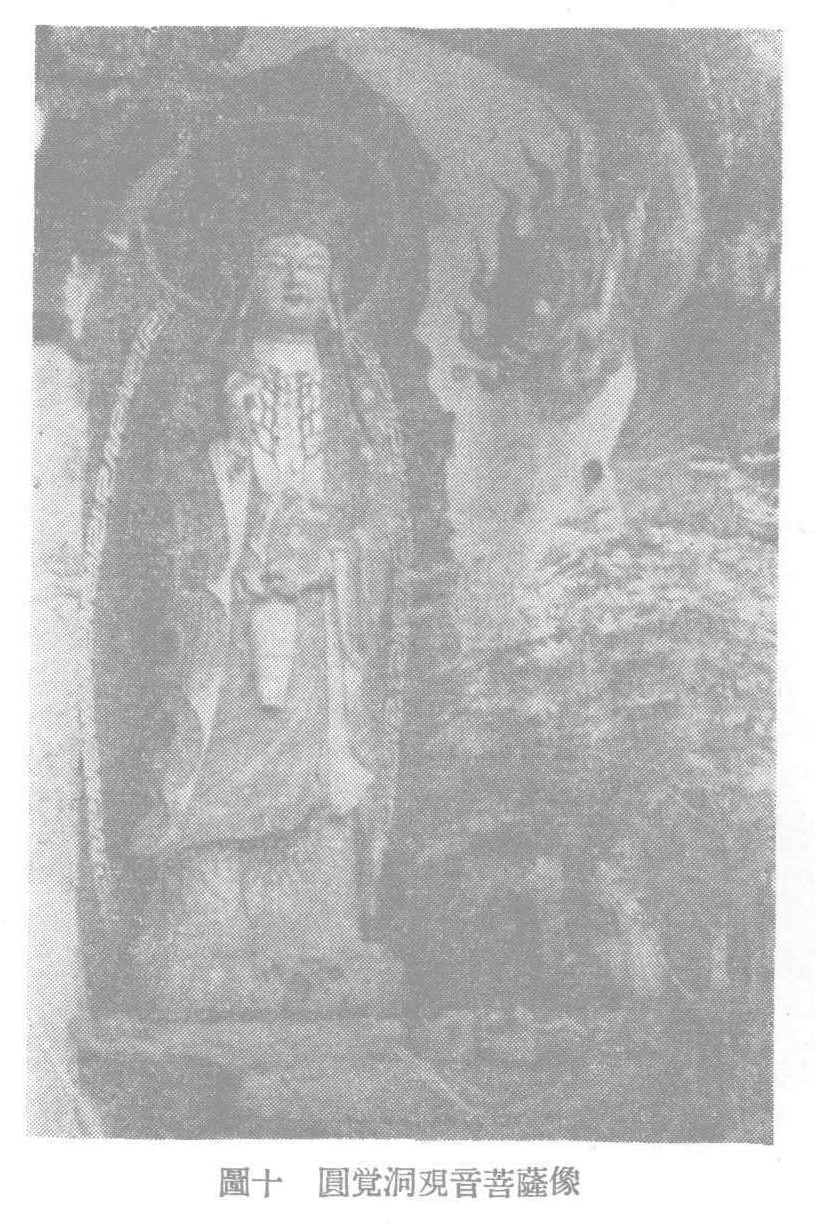
圓覺洞觀音菩薩像
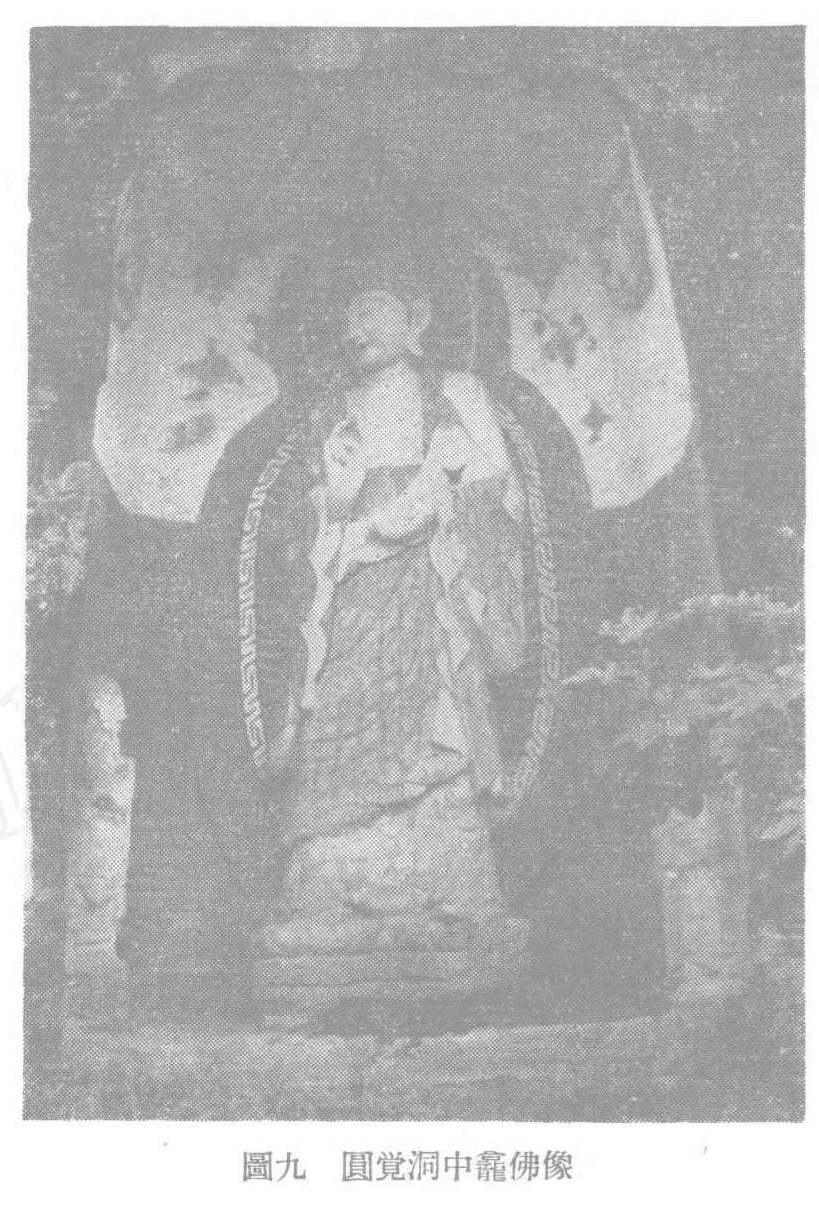
圓覺洞中龕佛像
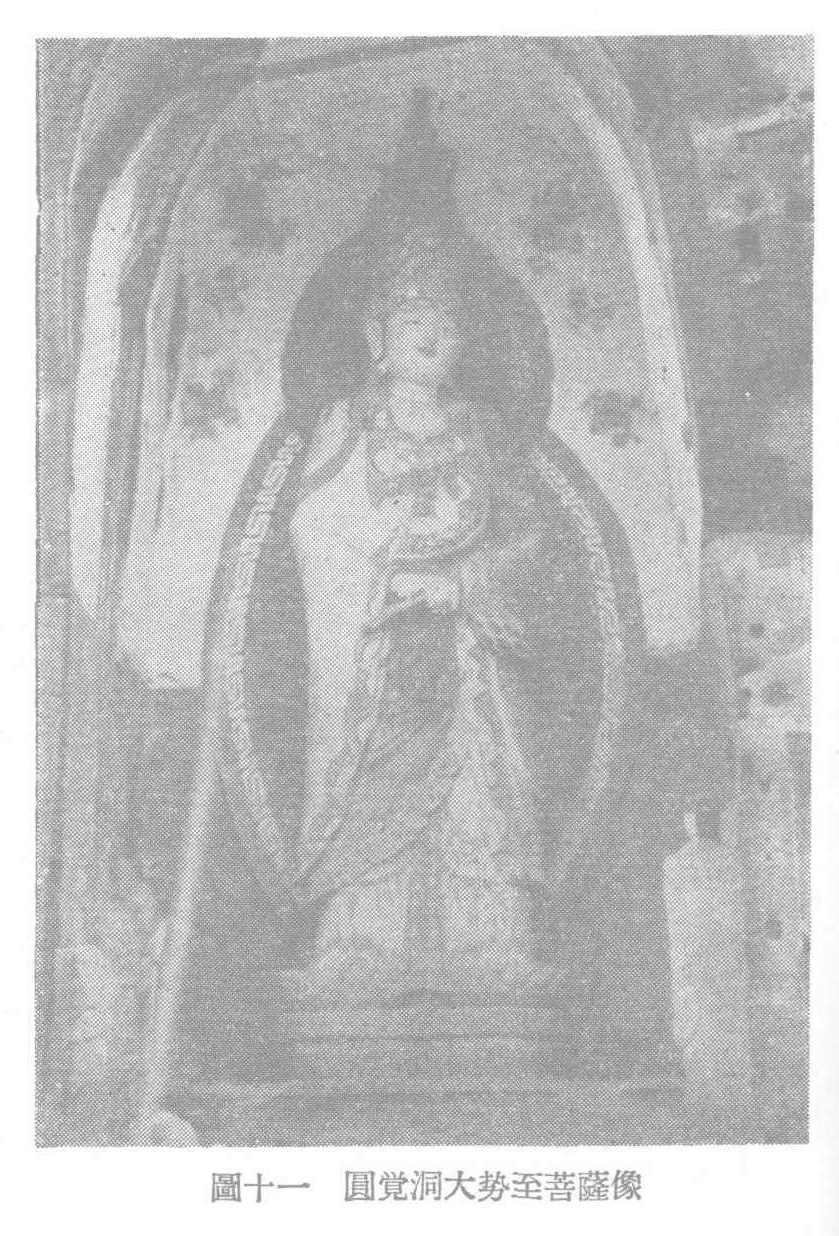
圓覺洞大勢至菩薩像